# If Americans Knew
If Americans Knew (рус. Если бы американцы знали) — американская неправительственная некоммерческая организация, целью которой является «донести до каждого американца правду об Арабо-израильском конфликте», и требующая прекратить финансовую помощь Израилю от Конгресса США.

## Деятельность
Согласно написанному на официальном сайте, организация была создана Алисон Вейр в 2001 году после того, как она много путешествовала по Газе и Западному берегу реки Иордан. С того времени организация выпускает различные информационные материалы, снабжает ими лекторов, которые выступают в разных точках США, в том числе в Гарварде, Стэнфордском университете, Калифорнийском университете и др.
Помимо отчётов о ситуации в Газе, организация, согласно её утверждениям, проанализировала работу крупнейших СМИ и полагает, что они фальсифицируют публикуемую информацию в пользу Израиля. If Americans Knew обвиняет в предвзятости такие издания как New York Times, San Francisco Chronicle, San Jose Mercury News, New London Day, телекомпании CBS, NBC и ABC, а также новостное агентство Associated Press.
Организация распространяет видеозаписи, где, как утверждается, запечатлены различные нарушения израильскими солдатами прав человека: личный досмотр с раздеванием донага, пытки заключённых и т. д. За время существования организации было распространено около 4000 DVD-дисков с подобными видеороликами.

## Позиция
Организация утверждает, что если бы американцы знали (так переводится её название), что на самом деле происходит «за зелёной чертой» в Израиле, то они бы не позволили оказывать ему такую финансовую помощь, а современная активнейшая поддержка Израиля США является результатом деятельности в США про-израильских лобби, как официальных, так и неофициальных, использующих и легальные и нелегальные методы. Крупнейшим из таких лобби является AIPAC, в названии которой есть слово «лобби».
Организация считает, что отстаивание интересов Государства Израиль отнюдь не всегда соответствует интересам американского еврейства.
Активисты If Americans Knew отличаются резкой критикой и скандальными высказываниями в адрес Израиля. Так, Франсис Бойль публично сравнил Израиль с нацистской Германией; Пол Финдли заявил, что в его поражении на выборах президента 1982 года виноваты про-израильские лобби, а теракты 11 сентября 2001 года был местью США за поддержку Израиля; Эжен Бирд утверждает, что израильские следователи были приглашены в иракскую тюрьму Абу-Грейб для проведения допросов, сопровождаемых пытками.

## Реакция общественности

### Критика
If Americans Knew была обвинена произраильской организацией Commitee for Accuracy in Middle East Reporting in America (CAMERA) за «избирательный подход к информации». CAMERA также критикует If Americans Knew за то, что она публикует информацию о жертвах без выяснения обстоятельств их гибели.
If Americans Knew — редкий пример организации, которую обвиняют в антисемитизме не только произраильские, но и антиизраильские источники, в частности «Еврейский голос за мир» и «Кампания США по прекращению оккупации» в связи с тем, что If Americans Knew распространяет антисемитские мифы в сотрудничестве с ультраправыми.

### Поддержка
Критики организации в свою очередь обвинялись в цензурировании и искажении информации.
Работа If Americans Knew была поддержана организациями Project Censored, Fairness and Accuracy in Reporting и Counterpunch.